# Rebutia borealis
Rebutia borealis ist eine Pflanzenart in der Gattung Rebutia aus der Familie der Kakteengewächse (Cactaceae). Das Artepitheton borealis stammt aus dem Lateinischen, bedeutet ‚nördlich‘ und verweist auf das Vorkommen der Art.

## Beschreibung
Rebutia borealis wächst sprossend mit halbkugelförmigen bis kurz zylindrischen, grünen Körpern. Die einzelnen Körper erreichen Wuchshöhen von bis zu 5,5 Zentimetern und werden bis 5 Zentimeter breit. Die nicht rübenförmige Wurzel verzweigt sich in Büscheln zur Seite. Bei älteren Pflanzen werden 18 undeutlich Rippen ausgebildet. Diese verlaufen spiralig um den Körper und sind nahezu vollständig aufgelöst in rundliche und abgestumpfte Warzen. Die 4 bis 6 Millimeter hohen Warzen besitzen eine sechseckige Basis und werden 5 bis 7 Millimeter breit. Die ovalen Areolen werden 1,5 bis 2 Millimeter lang und bis 1 Millimeter breit. Sie sind mit weißlichem bis hellbräunlichem, kurzhaarigem Filz bedeckt, der aber später abfällt. In der Mitte der Pflanzenkörper haben die Areolen einen Abstand von 3,5 bis 5 Millimeter zueinander. Es werden keine oder bis 2 Mitteldornen im oberen Teil der Areole ausgebildet. Sie stehen gerade vom Körper ab oder schräg nach oben und werden bis 7 Millimeter lang. Die sechs bis zehn geraden Randdornen sind manchmal wenig gebogen und werden 3 bis 8 Millimeter lang. Sie stehen nach links, rechts und unten ausstrahlend in einer Ebene von der Areola ab.
Die orangeroten bis roten  oder hellkarminroten Blüten können am unteren, am mittleren und am oberen Teil des Körpers erscheinen. Sie werden bis 5,5 Zentimeter lang und 3 bis 5 Zentimeter im Durchmesser groß. Die dunkelgrünen bis rötlich grünen Knospen sind auffallend behaart. Die etwa kugelförmige Frucht wird bis 6 Millimeter lang und bis 7 Millimeter breit. Die reifen Früchte trocknen ein und reißen unregelmäßig ein. Sie enthalten 50 bis 100 länglich ovale Samen.

## Verbreitung, Systematik und Gefährdung
Rebutia borealis ist in Bolivien nördlich von Tarija im Departamento Tarija auf steinigen und humusarmen Böden in Höhenlagen von 2700 bis 2900 Metern verbreitet.
Die Erstbeschreibung wurde 2009 von Lothar Diers und Wolfgang Krahn veröffentlicht.

## Nachweise
- Lothar Diers, Wolfgang Krahn: Rebutia borealis (Cactaceae) – eine neue Art aus Bolivien. In: Kakteen und andere Sukkulenten. Band 60, Nr. 5, 2009, S. 118–124 (online).